# Kernkraftwerk North Anna
Das Kernkraftwerk North Anna liegt bei Mineral auf einem 4,4 km² großen Gelände im Louisa County, Virginia in den Vereinigten Staaten. Es besteht aus zwei Kraftwerksblöcken mit Druckwasserreaktoren. Der Betreiber des Kernkraftwerks ist die Dominion Energy. Es ist im gemeinsamen Besitz der Dominion Virginia Power Corporation (88,4 %) und der Old Dominion Electric Cooperative (11,6 %). Dominion besitzt derzeit Kernkraftwerke in Virginia (North Anna, Surry), Connecticut (Millstone) und Wisconsin (Kewaunee, stillgelegt).

## Die Reaktoren
Die Anlage verfügt über zwei Druckwasserreaktoren von Westinghouse. Zusammen haben die Reaktoren eine Leistung von 1931 MW, mit dem erzeugten Strom werden hauptsächlich die Regionen Greater Richmond und Northern Virginia versorgt.
Der Baubeginn für beide Blöcke war am 19. Februar 1971. Die erste Netzsynchronisation des ersten Reaktorblocks war am 17. April 1978, die des zweiten Blocks am 25. August 1980. Der erste Block nahm am 6. Juni 1978 den kommerziellen Leistungsbetrieb auf, der zweite Reaktor am 14. Dezember 1980.
Lake Anna wurde im North Anna River als Wasserreservoir zur Kühlwasserentnahme für die Reaktoren angelegt. North Anna ähnelt in Design und Aussehen dem Kernkraftwerk Surry.
Der Baubeginn für die Blöcke 3 und 4 war am 1. Juni bzw. 1. Dezember 1971. Der Bau beider Blöcke wurde am 1. November 1982 abgebrochen.

## Leistung
Die Nettoleistung des ersten Reaktors beträgt 924 MWe, die Bruttoleistung 973 MWe. Der zweite Block hat eine Nettoleistung von 910 MWe und eine Bruttoleistung von 958 MWe.

## Störfälle
Im August 2011 trat entlang der Nordostküste der USA ein ungewöhnliches Erdbeben auf. Das Epizentrum mit der Stärke 5,8 Richter lag in Virginia, dem gleichen Bundesstaat wie das Kernkraftwerk. Das Beben führte zum Ausfall der externen Netz-Einspeisungen, womit beide Blöcke mit Hilfe von Notstrom-Dieselaggregaten heruntergekühlt werden mussten (Notstromfall). Bereits nach 40 Minuten Laufzeit fiel einer der Dieselmotoren wegen eines Schadens am Kühler aus, weshalb der notwendige Strom zum Betrieb der Pumpen von einem weiteren Diesel-Aggregat, dem sogenannten Notstands-Diesel, geliefert werden musste. Am Tag nach dem Erdbeben konnte die Netzversorgung zur Nachwärme-Abfuhr wiederhergestellt werden, die Blöcke blieben aber noch länger abgeschaltet.
Im Dezember 2016 wurde bekannt, dass auch North Anna vom Creusot-Forge-Skandal um gefälschte Zertifikate betroffen ist. Teile der Deckel beider Reaktordruckbehälter stammen von der belasteten Areva-Tochter.

## Neubau-Projekt
Dominion beantragte 2007 eine Combined License um einen mit weitgehend passiven Sicherheitssystemen ausgestatteten ESBWR von GE Hitachi  als 3. Block zu erbauen, 2012 wurde die Anfrage bezüglich der Lizenz erneuert, seitdem scheint das Projekt eingeschlafen zu sein, sicherlich auch aufgrund der wirtschaftlichen Katastrophen Virgil C. Summer 2&3 und Vogtle 3&4.

## Erzeugungskosten
Die beiden Kernkraftwerke North Anna und Surry waren im Zeitraum von 2010 bis 2012 im Vergleich mit 27 anderen Kernkraftwerken in den USA die beiden mit den niedrigsten Erzeugungskosten. Sie werden mit 16,05 USD je MWh für North Anna und 17,38 USD je MWh für Surry angegeben.

## Betriebsbewilligung
In den USA wird die Betriebsbewilligung (engl. license) für ein Kernkraftwerk von der Nuclear Regulatory Commission (NRC) zunächst für einen Zeitraum von bis zu 40 Jahren erteilt. Der Zeitraum von 40 Jahren basierte ursprünglich auf dem Zeitraum für die Abschreibung von Anlagevermögen. Der Atomic Energy Act of 1954 erlaubt eine (auch mehrmalige) Verlängerung der Betriebserlaubnis um jeweils 20 Jahre.
Die ursprüngliche Betriebsbewilligung für den Block 1 wurde am 1. April 1978 durch die NRC erteilt. Sie wurde am 20. März 2003 bis zum 1. April 2038 verlängert. Für den Block 2 wurde die ursprüngliche Bewilligung am 21. August 1980 erteilt. Sie wurde am 20. März 2003 bis zum 21. August 2040 verlängert.
Laut world nuclear news hat Dominion Energy Virginia die NRC im November 2017 darüber unterrichtet, dass sie 2019 eine weitere Erneuerung der Betriebserlaubnis für die beiden Blöcke anstrebt. Das Einreichen einer Absichtserklärung ist eine notwendige Voraussetzung, damit die NRC ihren Personalbedarf für den Prozess der Verlängerung der Betriebserlaubnis planen kann, im April 2024 lag der NRC kein neuer Antrag vor.

## Daten der Reaktorblöcke
Das Kernkraftwerk North Anna hat insgesamt zwei Blöcke:
| Reaktorblock | Reaktortyp         | Netto- leistung | Brutto- leistung | Baubeginn        | Netzsyn- chronisation | Kommer- zieller Betrieb | Betriebs- bewilligung | Abschal- tung                       |
| ------------ | ------------------ | --------------- | ---------------- | ---------------- | --------------------- | ----------------------- | --------------------- | ----------------------------------- |
| North Anna-1 | Druckwasserreaktor | 903 MW          | 973 MW           | 19. Februar 1971 | 17. April 1978        | 6. Juni 1978            | 01.04.2038            |                                     |
| North Anna-2 | Druckwasserreaktor | 903 MW          | 958 MW           | 19. Februar 1971 | 25. August 1980       | 14. Dezember 1980       | 21.08.2040            |                                     |
| North Anna-3 | Druckwasserreaktor | 907 MW          | 950 MW           | 1. Juni 1971     | -                     | -                       | -                     | Bau am 1. November 1982 abgebrochen |
| North Anna-4 | Druckwasserreaktor | 907 MW          | 950 MW           | 1. Dezember 1971 | -                     | -                       | -                     | Bau am 1. November 1980 abgebrochen |